# LU-11
La LU-11 est une autoroute urbaine en projet qui va pénètrer Lugo par le sud.
Elle va se déconnecter de l'A-6 (Madrid - La Corogne) à partir du croisement avec l'A-54 qui va relier Saint-Jacques-de-Compostelle à Lugo à hauteur de Nadela.
D'une longueur de 4,3 km, elle reliera l'A-6, l'A-54 à Nadela au centre-ville de Lugo.

## Tracé
- Elle va se détacher l'A-6 et l'A-54 tout près de Nadela et se terminer sur l'Avenue de Madrid au sud de la ville

## Sorties
| Numéro de la sortie | Nom de la sortie                                                               | Bifurcation   |
| ------------------- | ------------------------------------------------------------------------------ | ------------- |
|                     | La Corogne - Madrid Saint-Jacques-de-Compostelle OurenseA-56 Monforte de Lemos | A-6 A-54 CG-5 |
|                     | Pena Nadela                                                                    | LU-2904 N-VI  |
|                     | Malle Farxocos                                                                 | LU-2910 N-VI  |
| Sortie              | Lugo Sud - Lugo-Avenida de Madrid                                              |               |
|                     | Lugo Ouest - Lugo-Ronda del Carmen                                             | N-VI          |